# Шаров, Маркел Потапович
Маркел Потапович Шаров (27 февраля 1912 — 27 марта 1995) — советский военный, Герой Советского Союза, старший сержант, помощник командира взвода 1266-го стрелкового полка 385-й стрелковой дивизии 50-й армии 2-го Белорусского фронта, участник Великой Отечественной войны.

## Биография
Родился 27 февраля 1912 (по другим источникам 6 февраля 1912 года) в селе Сажино ныне Артинского района Свердловской области в семье крестьянина. Русский. Член КПСС с 1943 года.
Окончил 4 класса. Работал трактористом на МТС.
В Красной Армии с июня 1941 года. В действующей армии с февраля 1942 года.
25 и 29 октября 1943 года в наступательных боях в районе города Чаусы стрелок роты автоматчиков красноармеец Шаров при отражении контратак противника, проявив мужество и отвагу, из своего автомата уничтожил 10 немецких солдат, за что был награждён медалью «За отвагу».
27 июня 1944 года 2-й стрелковый батальон 1266-го стрелкового полка 385-й стрелковой дивизии преследовавший противника получил задачу форсировать реку Днепру в районе деревни Дашковка в Могилёвской области и удерживать переправу до подхода основных сил. Ожесточенный огонь противника не дал возможности батальону подойти вплотную к реке. Помощник командира взвода 1266-го стрелкового полка старший сержант Шаров добровольно с группой товарищей вызвался переправится на правый берег, захватив с собой автомат и гранаты, одним из первых бросился в реку и под ураганным огнём достиг правого берега. Заметив это, противник выслал группу автоматчиков с тем, чтобы уничтожить переправившихся. Оценив сложившуюся ситуацию, Шаров присоединяется к ранее переправившимся рядовым Усачеву М. И. и Висящеву А. И., далее совместными действиями в течение дня отражал атаки мелких групп вражеских солдат. Проявил исключительное бесстрашие при внезапном обстреле огневых точек противника, в результате чего в рядах врага возникло замешательство и уменьшился обстрел им боевых порядков батальона, находившегося на левом берегу реки. Воспользовавшись ослаблением обстрела со стороны противника, командование батальона повело роты на форсирование реки Днепр, присоединившись к первой переправившейся роте, Шаров в числе первых бросился на штурм вражеских укреплений и в рукопашной схватке из автомата и гранатами уничтожил 11 фашистов. За этот подвиг Указом Президиума Верховного Совета СССР от 24 марта 1945 года за образцовое выполнение боевых заданий командования на фронте борьбы с немецко-фашистскими захватчиками и проявленные при этом мужество и героизм старшему сержанту Шарову Маркелу Потаповичу присвоено звание Героя Советского Союза с вручением ордена Ленина и медали «Золотая Звезда»
21 июля 1944 был ранен в боях.
После излечения в госпитале воевал в звании гвардии сержанта автоматчиком разведвзвода роты управления 23-й гвардейской Ельнинской Краснознамённой орденов Суворова, Кутузова, Богдана Хмельницкого отдельной танковой бригады 3-го Белорусского фронта.
Участвуя в боях бригады по прорыву сильно укреплений обороны немцев южнее города Макув, перед наступлением в составе группы ночью с 13 на 14 января 1945 года ходил в разведку переднего края обороны противника по уточнению боевых курсов танков и огневых точек противника. Отличным выполнением этого задания содействовал успеху атаки танков. Во время танковых атак в последующих боях под огнём противника держал связь с танками. Невзирая на опасность от огня противника, он бесстрашно проходил к танкам и точно и быстро выполнял данные ему поручения. При преследовании противника всё время следовал на танке десантом и при встрече с противником неоднократно ходил в разведку. В разведке действовал смело и решительно. 14 января 1945 года, следуя в разведку на танке и будучи обстрелянным из засады немцами, он первым с хода соскочил с танка, смело ворвался в траншеи противника и в короткой схватке убил 4-х немцев и 2-х взял в плен. 12 января 1945 года при разведке шоссе севернее города Найденбурга, встретившись с противником, был ранен, несмотря на ранение он уточнил расположение немцев и только тогда вернулся с задания и доложил о его выполнении. 25 марта 1945 года ходил в разведку противника в районе деревни Бенау. Обнаружив немцев и их обоз на опушке леса, он быстро об этом доложил танкистам и при поддержке танков вместе с товарищами бросился в атаку, в этой схватке лично убил 12 немцев. Группой разведчиков было взято в плен 67 немецких солдат, а также захвачен их обоз. 26 марта 1945 года, находясь е разведке, обнаружил в одном лесу большую группу немецких солдат и доложил об этом командованию. Вскоре группа точно была накрыта огнём нашей артиллерии. За перечисленные боевые отличия был награждён 2 апреля 1945 года орденом Красной Звезды.
Участвуя в штурме города Кёнисберга, всё время находился на НП и у танков, выполняя задания по связи с танками и по разведке проходов для танков.
7 апреля 1945 года в составе группы под сильным обстрелом противника разведал подступы к пригороду Розенау, а по разведанным путям танки при атаке успешно ворвались на окраину пригорода. После этого держал связь с танками. Невзирая на опасность от огня противника, бесстрашно проходил в танкам и передавал экипажам приказания командования. 8 апреля 1945 года после атаки требовалось разведать местонахождение танков и сосредоточить их на новый исходный рубеж. Шаров в числе других разведчиков, невзирая на обстрел противника, сумел быстро найти танки, разведал им проходы, и танки были своевременно сосредоточены на новой позиции. В этот же день участвовал в захвате переправы через реку Прегель. Вместе с другими разведчиками смело ворвался на переправу и огнём автоматов вместе с товарищами отбросил немцев, охранявших мост. Переправа была захвачена и удержана до прихода танков и пехоты, которые с ходу форсировали реку. За перечисленные боевые отличия был награждён 20 апреля 1945 года вторым орденом Красной Звезды
После войны демобилизован. Жил в селе Сажино. Работал в совхозе «Ударник». Умер 27 марта 1995 года. Похоронен в селе Сажино.

## Награды
- Медаль «Золотая Звезда» Героя Советского Союза (24.03.1945)[2][3];
- орден Ленина (24.03.1945);
- орден Отечественной войны 1-й степени (11.03.1985)[4];
- орден Красной Звезды (02.04.1945)[5];
- орден Красной Звезды (20.04.1945)[6];
- медали, в том числе:
  - медаль «За отвагу» (25.11.1943)[7];
  - юбилейная медаль «За доблестный труд. В ознаменование 100-летия со дня рождения Владимира Ильича Ленина»;
  - медаль «За победу над Германией в Великой Отечественной войне 1941—1945 гг.»;
  - юбилейная медаль «Двадцать лет Победы в Великой Отечественной войне 1941—1945 гг.»;
  - юбилейная медаль «Тридцать лет Победы в Великой Отечественной войне 1941—1945 гг.»;
  - юбилейная медаль «Сорок лет Победы в Великой Отечественной войне 1941—1945 гг.»;
  - юбилейная медаль «50 лет Победы в Великой Отечественной войне 1941—1945 гг.»;
  - медаль «За взятие Кёнигсберга»;
  - медаль «Ветеран труда»;
  - юбилейная медаль «50 лет Вооружённых Сил СССР»;
  - юбилейная медаль «60 лет Вооружённых Сил СССР»;
  - юбилейная медаль «70 лет Вооружённых Сил СССР».

## Память
- Имя Героя высечено золотыми буквами в зале Славы Центрального музея Великой Отечественной войны в Парке Победы города Москвы.